# Thierry VII de Clèves
Pour les articles homonymes, voir Thierry VII.
Thierry VII de Clèves (°1256–†1305) (Diederik VIII en néerlandais, Dietrich VI./VIII. en allemand, Dietrich VII en anglais), fils de Thierry VI de Cleves et d'Adélaïde de Heinsberg, fut comte de Clèves de 1275 à 1305.

## Biographie
En 1275, Thierry succède à son père comme comte de Clèves. En 1288, il participe à la bataille de Worringen qui met fin à la guerre de succession du Limbourg. Il entretient d'étroites relations avec le roi des Romains, Rodolphe Ier qui lui confie des postes importants, Comme ses alliés, et les membres de sa famille, il prend ses distances avec l'archevêque de Cologne. En 1290, il agrandit son territoire en achetant la ville de Duisbourg.
À sa mort le 4 octobre 1305, son fils Otton lui succède. Thierry VII de Clèves est inhumé dans l'église du monastère de Bedburg.

## Mariage et descendance
Thierry épouse en premières noces Marguerite de Gueldre, fille d'Otton II de Gueldre et de Philippine de Dammartin. Ils eurent pour enfants:
- Otton (v.1278–1310) comte de Clèves (1305–1310) ∞ 1308 Mathilde de Virnebourg († ap.1360)
- Catherine, nonne au monastère de Graefenthal
- Adélaïde (†1320) ∞ Henri IV de Waldeck (en) (°1282/90 - †1348)

Il épouse ensuite Marguerite de Habsbourg, fille d'Everhard Ier de Habsbourg-Lauffenbourg. Ils eurent pour enfants:
- Thierry, comte de Clèves (1310-1347) ∞ Marguerite de Gueldre (†1333), fille de Renaud Ier de Gueldre, ∞ Marie de Juliers (†1353), fille de Gérard V de Juliers
- Jean (°1293-†1368), comte de Clèves (1347–1368) ∞Mathilde de Gueldre (†1384)
- Eberhard,
- Irmgard (†ap.1350) ∞ Gérard Ier de Horn, seigneur de Perweys (†1330)
- Agnès (†1361) ∞ 1312 Adolphe VI de Berg (†1348)
- Marie (†1347), nonne au Monastère de Bedburg (nl)
- Anne (†1378) ∞ Godefroid IV d'Arnsberg (de) (†1371)
- Marguerite (†ap.1325) ∞ Henri de Dampierre, comte de Lodi (†1337), fils de Gui de Dampierre, comte de Flandre
- Else ou Élisabeth, épousa en 1332, Guillaume V de Hornes, Comte de Hornes et d'Altena (†1443)

## Sources
- (en) Cet article est partiellement ou en totalité issu de l’article de Wikipédia en anglais intitulé « Dietrich VII, Count of Cleves » (voir la liste des auteurs).

Nobiliaire des Pays-Bas et du comté de Bourgogne, Volume 2